# NGC 4324
NGC 4324 (również PGC 40179 lub UGC 7451) – galaktyka spiralna (S0-a), znajdująca się w gwiazdozbiorze Panny. Odkrył ją Heinrich Louis d’Arrest 4 marca 1862 roku. Należy do Gromady w Pannie.